# Kostel Madeleine-en-la-Cité
Kostel Madeleine-en-la-Cité (tj. kostel svaté Magdalény na Cité) byl farní kostel v Paříži na ostrově Cité v západní části dnešní nemocnice Hôtel-Dieu naproti ulici Rue de Lutèce. Kostel byl zbořen za Velké francouzské revoluce.

## Historie
Stavba zde vznikla již v 9. století původně jako synagoga, která měřila 31 m na délku a 8 m na šířku. Po vyhnání židů z Francie v roce 1182 a konfiskaci jejich majetku Filipem II. Augustem, přeměnil pařížský biskup Maurice de Sully v roce 1183 synagogu na kostel. V následujícím století byla při kostele zřízena farnost. Kostel byl uzavřen v roce 1790 během Velké francouzské revoluce, v roce 1793 prodán jako národní majetek a posléze zbořen.
Kostel byl sídlem Velkého bratrstva Panny Marie pánů, kněžích, měšťanů a měšťanek města Paříže (Grande Confrérie de Notre-Dame aux Seigneurs, Prêtres, Bourgeois et Bourgeoises de Paris). Jednalo se o nejstarší francouzské bratrstvo s významným vlivem; jeho abbé byl pařížský biskup, členy francouzští králové a královny.
V kostel působili jako varhaníci François d'Agincourt, Michel Corrette, Louis-Antoine Dornel nebo Jean-Philippe Rameau.